# Cathédrale de l'Immaculée-Conception de Hinche
Pour les articles homonymes, voir Cathédrale de l'Immaculée-Conception.
La cathédrale de l'Immaculée-Conception, est une cathédrale catholique située à Hinche, en Haïti. Elle est le siège de l'évêque du diocèse de Hinche.